# 2022–2023-as magyar futsalbajnokság (első osztály)
A 2022–2023-as magyar futsalbajnokság a 26. idénye a futsal NB I-nek. A Magyar Labdarúgó-szövetség szervezi és bonyolítja le. A futsal NB1-ben első helyezést elért csapat indulási jogot szerez az UEFA által kiírásra és megrendezésre kerülő, 2023–2024-es UEFA-futsal-bajnokok ligája versenyére. A bajnokság első szakasza a 22 mérkőzéssel járó alapszakasz, ezután a felső-, illetve az alsóházi szakasz következik, majd végül az első két csapat 3 nyert mérkőzése után derül ki, hogy ki lesz az aktuális szezon bajnoka. Az első szakasz körmérkőzéseinek befejezése után a csapatok helyezésüktől függően a második szakaszban felsőházban (1-6. helyezett csapatok) és alsóházban (7-12. helyezett csapatok) játszanak tovább. A felsőházba (első szakasz 1-6. helyezett csapatok) került csapatok az első szakaszban megszerzett helyezéseik után a következő pontokat viszik a második szakaszba: az első szakasz 1. helyén végzett csapat 7 pontot, az első szakasz 2. helyén végzett 5 pontot, a 3. helyén végzett 4 pontot, a 4. helyén végzett 3 pontot,
az 5. helyén végzett 2 pontot kap az utolsó csapat 1 pontot.

## Tabella

### Alapszakasz
| Hely. | Csapat                    | M  | Gy | D | V  | G+  | G–  | Gk  | P  | Továbbjutás vagy kiesés |
| ----- | ------------------------- | -- | -- | - | -- | --- | --- | --- | -- | ----------------------- |
| 1.    | Haladás VSE               | 22 | 17 | 3 | 2  | 123 | 39  | +84 | 54 | felsőház                |
| 2.    | MVFC Berettyóújfalu       | 22 | 16 | 1 | 5  | 90  | 59  | +31 | 49 | felsőház                |
| 3.    | SG Kecskemét Futsal       | 22 | 15 | 3 | 4  | 99  | 54  | +45 | 48 | felsőház                |
| 4.    | Balaton Bútor FC Veszprém | 22 | 15 | 3 | 4  | 86  | 49  | +37 | 48 | felsőház                |
| 5.    | Aramis                    | 22 | 13 | 3 | 6  | 85  | 59  | +26 | 42 | felsőház                |
| 6.    | DEAC                      | 22 | 12 | 6 | 4  | 97  | 55  | +42 | 42 | felsőház                |
| 7.    | Újpest FC                 | 22 | 8  | 4 | 10 | 77  | 76  | +1  | 28 | alsóház                 |
| 8.    | Á Studió Nyíregyháza      | 22 | 7  | 1 | 14 | 63  | 92  | −29 | 22 | alsóház                 |
| 9.    | Magyar Futsal Akadémia    | 22 | 5  | 1 | 16 | 44  | 96  | −52 | 16 | alsóház                 |
| 10.   | Nyírbátori SC             | 22 | 4  | 2 | 16 | 54  | 103 | −49 | 14 | alsóház                 |
| 11.   | Rubeola                   | 22 | 3  | 3 | 16 | 44  | 110 | −66 | 12 | alsóház                 |
| 12.   | ELTE-BEAC                 | 22 | 1  | 2 | 19 | 43  | 113 | −70 | 5  | alsóház                 |

## Rájátszás

### Felsőház
| Hely. | Csapat                    | M  | Gy | D | V | G+ | G– | Gk  | P  | Továbbjutás vagy kiesés |
| ----- | ------------------------- | -- | -- | - | - | -- | -- | --- | -- | ----------------------- |
| 1.    | Haladás VSE               | 10 | 9  | 0 | 1 | 45 | 20 | +25 | 34 | Bajnoki döntő           |
| 2.    | MVFC Berettyóújfalu       | 10 | 6  | 1 | 3 | 31 | 29 | +2  | 24 | Bajnoki döntő           |
| 3.    | SG Kecskemét Futsal       | 10 | 3  | 2 | 5 | 23 | 31 | −8  | 15 | 3.helyért               |
| 4.    | Balaton Bútor FC Veszprém | 10 | 2  | 4 | 4 | 25 | 30 | −5  | 13 | 3.helyért               |
| 5.    | Aramis                    | 10 | 3  | 1 | 6 | 40 | 43 | −3  | 12 |                         |
| 6.    | DEAC                      | 10 | 2  | 2 | 6 | 30 | 41 | −11 | 9  |                         |

### Alsóház
| Hely. | Csapat                 | M  | Gy | D | V | G+ | G– | Gk  | P  | Továbbjutás vagy kiesés |
| ----- | ---------------------- | -- | -- | - | - | -- | -- | --- | -- | ----------------------- |
| 1.    | Újpest FC-220 volt     | 10 | 5  | 3 | 2 | 46 | 38 | +8  | 25 |                         |
| 2.    | A’ Studió Nyíregyháza  | 10 | 5  | 2 | 3 | 37 | 28 | +9  | 22 |                         |
| 3.    | Magyar Futsal Akadémia | 10 | 5  | 0 | 5 | 25 | 29 | −4  | 19 |                         |
| 4.    | Nyírbátori SC          | 10 | 5  | 0 | 5 | 39 | 32 | +7  | 18 |                         |
| 5.    | Rubeola FC             | 10 | 3  | 1 | 6 | 29 | 39 | −10 | 12 | Futsal NBII             |
| 6.    | ELTE-BEAC              | 10 | 3  | 2 | 5 | 31 | 41 | −10 | 12 | Futsal NBII             |

## Mérkőzés a 3. helyért
A 3.helyért a felső-ház 3.helyezettje páros mérkőzést játszik a felső-ház 4. helyezettjével, az egyik fél három nyert mérkőzéséig. Az első a harmadik és amennyiben szükség van az ötödik találkozón a felső-ház 3. helyezést elérő csapat a pályaválasztó. Amennyiben döntetlenül végződik egy mérkőzés úgy 2 x 5 perc hosszabbítás következik. Döntetlen állás esetén büntetőrúgások következnek.
SG Kecskemét Futsal - Veszprém futsal  6 : 3 
Veszprém futsal - SG Kecskemét Futsal  4 : 3
SG Kecskemét Futsal - Veszprém futsal  2 : 3 
Veszprém futsal - SG Kecskemét Futsal  4 : 1

## Bajnoki döntő
A bajnoki döntő a felső-ház 1.helyezettje páros mérkőzést játszik a felső-ház 2. helyezettjével, az egyik fél három nyert mérkőzéséig. Az első a harmadik és amennyiben szükség van az ötödik találkozón a felső-ház 3. helyezést elérő csapat a pályaválasztó. Amennyiben döntetlenül végződik egy mérkőzés úgy 2 x 5 perc hosszabbítás következik. Döntetlen állás esetén büntetőrúgások következnek.
Haladás VSE - MVFC Berettyóújfalu 5 : 4 
MVFC Berettyóújfalu - Haladás VSE  2 : 2    (bün: 8 : 9)
Haladás VSE - MVFC Berettyóújfalu 7 : 1